# Tveit (Vestland)
Tveit is een plaats op het eiland Askøy, in de provincie Vestland in het westen van Noorwegen. Het dorp ligt centraal op het eiland. Samen met het aanpalende Tveitevåg heeft het 1926 inwoners. (2016). Het dorp heeft een houten kerkje uit 1957 dat plaats biedt aan 300 mensen.